# Jafarisme
El jafarisme és una escola de jurisprudència islàmica creada a partir dels ensenyaments de Jàfar as-Sàdiq (702 - 765), el sisè imam xiïta. Es tracta de la principal escola del fiqh dins del xiisme.
Es diferencia de les quatre escoles de jurisprudència sunnites en la seva dependència de l'ijtihad, l'ús de la raó per interpretar les lleis islàmiques, així com en matèria d'herència, d'impostos religiosos, de comerç, d'estatut personal i en el fet que permet el matrimoni temporal o mutʿa. Tanmateix, malgrat aquestes diferències, hi ha hagut nombroses fàtues recomanant l'acceptació del jafarisme com una escola de jurisprudència musulmana acceptable pels organismes religiosos sunnites.